# فائق حمدي طهبوب
فائق حمدي طهبوب كان أستاذ جامعي ومؤرخ فلسطيني وعضو في حركة فتح وُلد في 25 سبتمبر (أيلول) عام 1932، وشغل منصب المفوض الدولي لجمعية الكشافة والمرشدات الفلسطينية حتى توفي في 12 يوليو (تموز) عام 2023.

## حياته
وُلد فائق حمدي فائق طهبوب في مدينة خليل الرحمن في 25 سبتمبر (أيلول) عام 1932، وحصل على الشهادة التربوية من دار المعلمين بالعراق في عام 1953، ثم سافر إلى الكويت، وحصل على شهادة البكالوريوس في التاريخ من جامعة بيروت العربية عام 1969، ثم حصل على درجة الماجستير في التاريخ من جامعة الكويت عام 1975، ثم نال درجة الدكتوراه مع مرتبة الشرف الأولى من جامعة القاهرة في عام 1979. انضم فائق حمدي طهبوب إلى صفوف حركة التحرير الفلسطينية (فتح) في ستينيات القرن العشرين من خلال التنظيم التابع للحركة في الكويت، ثم أصبح أحد أبرز محاضريها في الأردن.

## مسيرته المهنية
سافر فائق حمدي طهبوب بعد تخرجه من دار المعلمين بالعراق إلى الكويت حيث عمل كمدرس وتدرج في المناصب خلال الفترة ما بين عامي 1954 – 1978 فأصبح وكيل مدرسة ثم ناظر مدرسة ثم موجها تعليميا، ثم أصبح محاضراً في دار المعلمات بالكويت بدءًا من عام 1979 وحتى عام 1981. وفي عام 1981، عُين فائق حمدي طهبوب بعد حصوله على درجة الدكتوراه أستاذًا مساعدًا بجامعة الإمارات العربية المتحدة حتى عام 1988، ثم أصبح أستاذًا مشاركًا بنفس الجامعة بدءًا من عام 1988 وحتى عام 1991، ثم عمل كأستاذ مشارك بكلية المعلمين بعمان في الأردن لمدة فصل دراسي واحد ثم مديراً للمرحلة الثانوية بكلية ومدارس المعارف بعمان بدءًا من عام 1992 وحتى عام 1993، ثم عين بعد ذلك نائبًا لعميد الكلية العربية للشؤون الأكاديمية بدءًا من عام 1994 وحتى عام 1995، وفي عام 1995، عينه الرئيس الراحل للسلطة الوطنية الفلسطينية ياسر عرفات مديرًا عامًا بالإدارة العامة للكشافة والمرشدات بوزارة الشباب والرياضة الفلسطينية في رام الله، وهو المنصب الذي شغله حتى تقاعده في عام 2012.

## العمل الكشفي
التحق فائق طهبوب بالعمل الكشفي منذ خمسينيات القرن العشرين من خلال معسكرات الكشافة التي أقيمت في العراق وسوريا عام 1957، وحصل على الشارة الكشفية الخشبية، وكان من ضمن قادة التدريب الكشفي العربي بالمغرب عام 1963م ومن ضمن قادة التدريب الكشفي الدولي بالقاهرة عام 1973. انتخب فائق حمدي طهبوب رئيسًا للمجلس الأعلى للشباب والرياضة الفلسطيني في الكويت ثم في الإمارات العربية المتحدة، ثُم أصبح نائب رئيس ومفوض دولي لدى جمعية الكشافة الفلسطينية ثم عضوا منتخباً في اللجنة الكشفية العربية بالنيابة عن فلسطين، كما مثل فلسطين في العديد من المؤتمرات الكشفية حول العالم، فكان عضوا لعدة سنوات بالوفد الفلسطيني في مؤتمر وزراء الرياضة والشباب العرب.

## مؤلفاته
نشر فائق حمدي طهبوب العديد من الدراسات والأبحاث الأكاديمية، منها نحو ستة أبحاث متخصصة في السياسة والتاريخ نُشرت خلال الفترة ما بين عامي 1985 – 1990 إلى جانب عشرة أبحاث في مجالات متنوعة نُشرت في الفترة ما بين عامي 1968 – 2001، ويوضح الجدول التالي أهم مؤلفاته:
| سنة النشر | اسم الكتاب                                                  | ملاحظات                                                           | الناشر               |
| --------- | ----------------------------------------------------------- | ----------------------------------------------------------------- | -------------------- |
| 1979      | تاريخ الحركة العمالية والنقابية العربية واليهودية في فلسطين | الأطروحة التي نال عنها درجة الدكتوراه في التاريخ من جامعة القاهرة |                      |
| 1983      | تاريخ البحرين السياسي                                       | الأطروحة التي نال عنها درجة الماجستير في التاريخ من جامعة الكويت  |                      |
| 1987      | جذور الاستيطان الصهيوني في فلسطين                           |                                                                   |                      |
| 1988      | الصهيونية الأمريكية ودورها في تقسيم فلسطين                  |                                                                   |                      |
| 2000      | اريخ العالم المعاصر والحديث                                 |                                                                   | جامعة القدس المفتوحة |

## التكريمات والجوائز
حظي فائق حمدي طهبوب بتكريم العديد من الجهات عربيا ودوليا، إذ نال وسام القلادة الكشفية العربية في عام 1992. وفي عام 1998، حصل فائق حمدي طهبوب على وسام الذئب البرونزي رقم 267، وهو الوسام الوحيد الذي تمنحه المنظمة العالمية للحركة الكشفية من خلال اللجنة الكشفية العالمية للشخصيات التي قدمت خدمات استثنائية لحركة الكشافة العالمية، وكان فائق حمدي طهبوب هو أول فلسطيني وثاني عربي يُمنح هذا الوسام.

## وفاته
توفي فائق حمدي طهبوب في 12 يوليو (تموز) عام 2023 عن عمر يناهز 91 عاما، ودُفن في مقبرة عائلته في منطقة وادي السير بمدينة عمان في المملكة الأردنية.